# Kaiserliche Universität (Japan)
Die Kaiserliche Universitäten (japanisch 帝国大学 Teikoku daigaku) in Japan wurden 1886 durch einen besonderen Erlass der Regierung eingerichtet, um Gelehrte und höhere Beamte auszubilden. Zunächst gab es nur eine Kaiserliche Universität, nämlich durch Aufwertung der bereits seit 1877 existierenden Universität Tōkyō. Es folgten dann 1897 Kyōto und die weiteren, wie in der Tabelle ersichtlich.
Die Studienzeit betrug drei bis vier Jahre, nachdem man nach Schulabschluss drei Jahre die „Höhere Schule alter Art“ besucht hatte. Studenten an den kaiserlichen Universitäten genossen eine Reihe von Privilegien. Dazu gehörte Befreiung vom Militärdienst und von manchen Zulassungsprüfungen. Nach Absolvierung der kaiserlichen Universität standen den Abgängern hohe Positionen im Staatsdienst und in der Wirtschaft offen.
Das System wurde nach dem Pazifikkrieg 1945 abgeschafft, aber der Studienabschluss an einer der ehemaligen „kaiserlichen“ ist immer noch Voraussetzung für hohe Positionen im Staatsdienst und in der Wirtschaft in Japan.
| früherer Name                                     | Gründung | heutiger Name                                           |
| ------------------------------------------------- | -------- | ------------------------------------------------------- |
| Kaiserliche Universität Tokio (東京帝国大学)      | 1877     | Universität Tokio (東京大学)                            |
| Kaiserliche Universität Kyōto (京都帝国大学)      | 1897     | Universität Kyōto (京都大学)                            |
| Kaiserliche Universität Tōhoku (東北帝国大学)     | 1907     | Universität Tōhoku (東北大学)                           |
| Kaiserliche Universität Kyūshū (九州帝国大学)     | 1911     | Universität Kyūshū (九州大学)                           |
| Kaiserliche Universität Hokkaidō (北海道帝国大学) | 1918     | Universität Hokkaidō (北海道大学)                       |
| Kaiserliche Universität Keijō (京城帝国大学)      | 1924     | Seoul National University (kor. 서울대학교)             |
| Kaiserliche Universität Taihoku (台北帝国大学)    | 1928     | Staatliche Universität Taiwan (chinesisch 國立臺灣大學) |
| Kaiserliche Universität Osaka (大阪帝国大学)      | 1931     | Universität Osaka (大阪大学)                            |
| Kaiserliche Universität Nagoya (名古屋帝国大学)   | 1939     | Universität Nagoya (名古屋大学)                         |

Die Einrichtung weiterer Kaiserlicher Universitäten war geplant, wurde jedoch nicht realisiert.